# Strassen (Tirol)
Strassen ist eine Gemeinde mit 801 Einwohnern (Stand 1. Jänner 2024) im Bezirk Lienz (Osttirol) des Bundeslandes Tirol (Österreich). Die Gemeinde liegt im Gerichtsbezirk Lienz.

## Geographie
Strassen liegt im Pustertal am Schwemmkegel des Thurnbachs, der in die Drau fließt. Das Gemeindegebiet ist gebildet durch mehrere Weiler, die alle nördlich der Drau liegen.

### Gemeindegliederung
Die Gemeinde Strassen besteht aus einer einzigen gleichnamigen Katastralgemeinde bzw. Ortschaft. Strassen ist eine große Streusiedlung, die teils im Talboden, teils in sonnseitiger Hanglage liegt. Sie besteht nur aus wenigen Einzelhöfen, aber aus neun Weilern (Fraktionen/Ortsteile):
- Bach
- Bichl
- Fronstadel
- Heising
- Hof
- Hintenburg
- Messensee
- Strassen
- Tassenbach

Teile von Bach, Tassenbach und Hof liegen auch südlich der Drau.
Die Namen der Fraktionen deuten entweder auf ihre Lage hin oder verraten Vergangenes. Beispiele sind:
Strassen – an der Straße,
Bach – an der Drau,
Bichl – auf einer Anhöhe,
Fronstadel – Herrenstadel, hier lebten wohl die Untergebenen des Burgherren;
Hintenburg – hinter der Burg. Die Überlieferung berichtet von einer alten Burg am Jakobihügel, doch fehlen bis jetzt entsprechende Funde.
Angesprochene Berglage haben nur wenige Höfe: Bannholz, Fronholz, Egger und die Höfe in der Fraktion Fronstadel. Die höchstgelegenen Höfe sind Gatterer und Planitzer in 1450 m Meereshöhe. Beide gehören kirchlich zur Pfarre Tessenberg.
Den Kern der Gemeinde bilden die an der Bundesstraße gelegenen Fraktionen Strassen und Messensee. Hier befinden sich die Volksschule, das Gemeindeamt, die Filialkirche Strassen und das Widum.
Unter den etwa 170 bewohnten Häusern der Gemeinde befinden sich einige Erbhöfe. In den allermeisten Fällen sind Wohn- und Futterhaus zusammengebaut, und zwar so, dass das Futterhaus nordseitig liegt. In den im Talboden gelegenen Fraktionen hat in den letzten Jahren eine rege Bautätigkeit eingesetzt. Es entstanden viele neue Einfamilienhäuser.

### Nachbargemeinden
Alle Nachbargemeinden liegen im Bezirk Lienz.
| Außervillgraten |                                             |               |
| Heinfels        | Kompassrose, die auf Nachbargemeinden zeigt | Abfaltersbach |
|                 | Kartitsch                                   |               |

## Geschichte

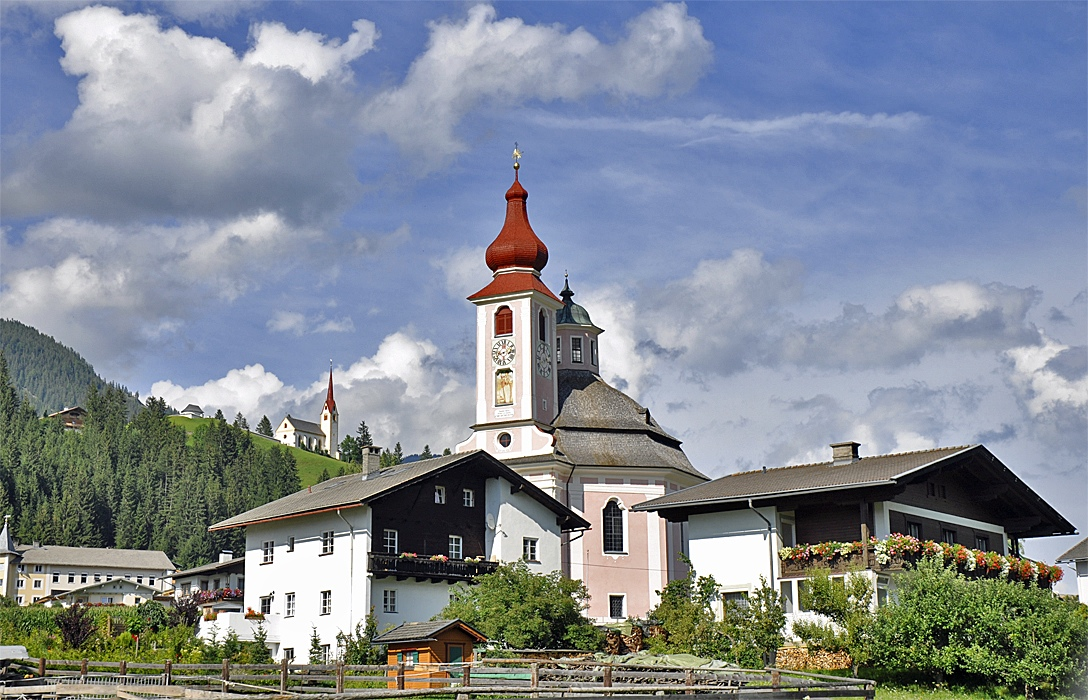
Strassen mit der Filialkirche und der Pfarrkirche am Berg im Hintergrund

Die Sage berichtet, dass zur Römerzeit die Steigung der Talsohle vor Strassen (Heisinger Höhe) noch nicht vorhanden war und man daher ungehindert von Sillian bis in die Gegend des heutigen Abfaltersbach sehen konnte. In dieser ehemaligen Ebene habe es die große und reiche römische Siedlung mit dem Namen Messa gegeben. Ein an der Bundesstraße gefundener römischer Meilenstein sowie der Name Römerstollen deuten darauf hin.
Weiter berichtet die Sage vom Untergang von Messa durch eine furchtbare Katastrophe, vermutlich im 12. Jahrhundert. Im Hintenburgertal habe ein großer See – der Messensee – nach einem besonders schneereichen Winter und nach plötzlich einsetzendem Tauwetter die Abdämmung durchbrochen und mit gewaltigen Schottermassen Messa verschüttet und zerstört. Der mächtige Schuttkegel der Heisinger Höhe sei auf diese Weise entstanden. Als Folge des Ausbruches wäre es zur Bildung eines Stausees ab Hof gegen Tassenbach gekommen. Der See soll sehr fischreich gewesen sein. 1305 wird eine jährliche Stellung von 2.000 Fischen urkundlich erwähnt (Otto Stolz). Ab circa 1400 wird vom See nichts mehr gemeldet. Das Wasser konnte abfließen, der See trocknete langsam aus. Geologische Bodenproben, den Namen Möser-Wiesen gegen Tassenbach und ein Blick vom Dorfberg herab bestätigen deutlich die erfolgte Vermurung und im Tal die Mulde des Stausees. Jedenfalls war nach Messa der Name Messensee der Dorfname schlechthin. In der ältesten Urkunde im hiesigen Archiv vom 6. Februar 1453 steht „Kapelle zum hl. Jakobus in Messensee“.

### Bevölkerungsentwicklung
Von 1981 bis 1991 waren Wanderungsbilanz und Geburtenbilanz positiv. Bereits 1991 setzte eine Abwanderung ein, die ab 2001 durch den Geburtenüberschuss nicht mehr ausgeglichen werden konnte.

## Kultur und Sehenswürdigkeiten

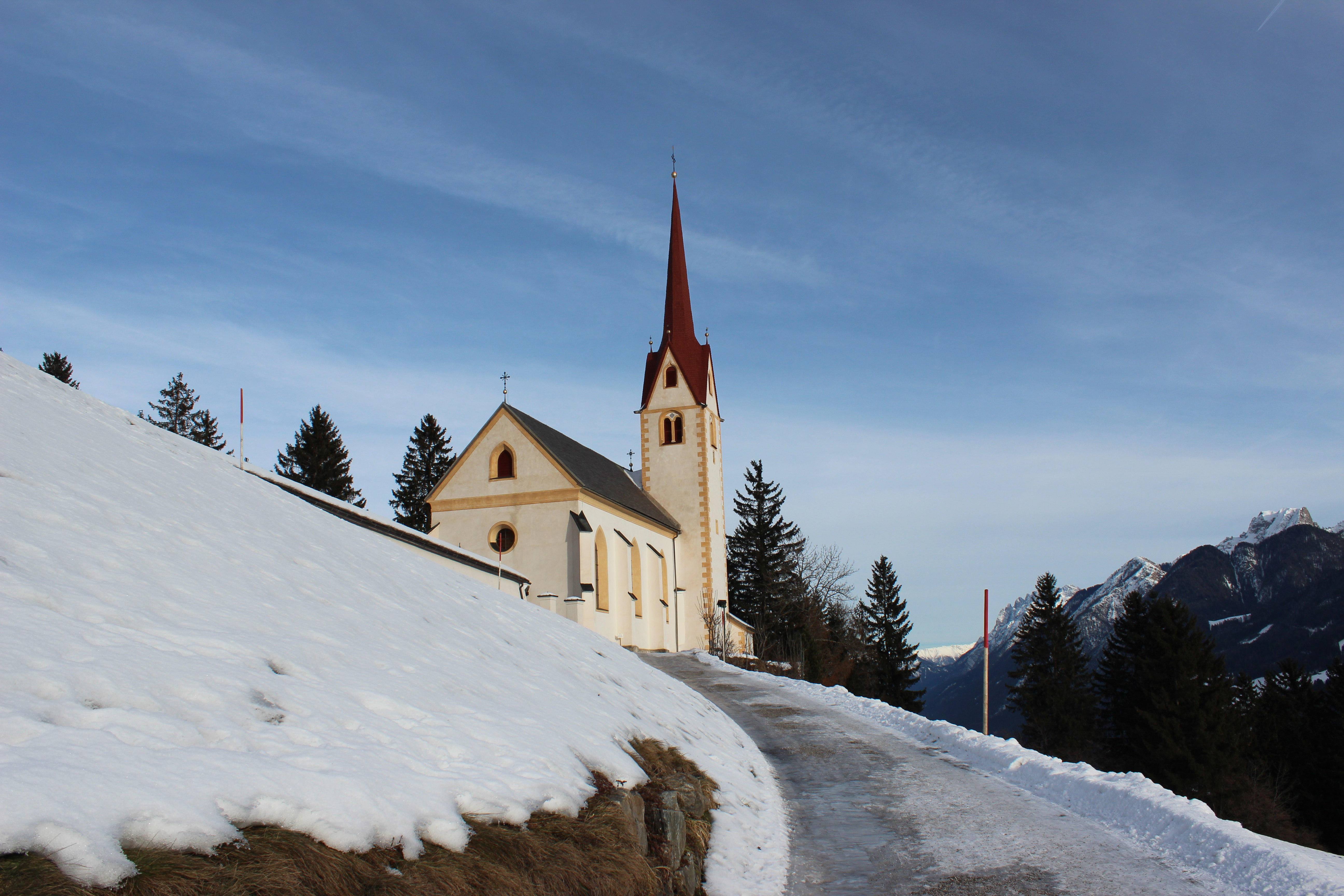
Pfarrkirche Strassen

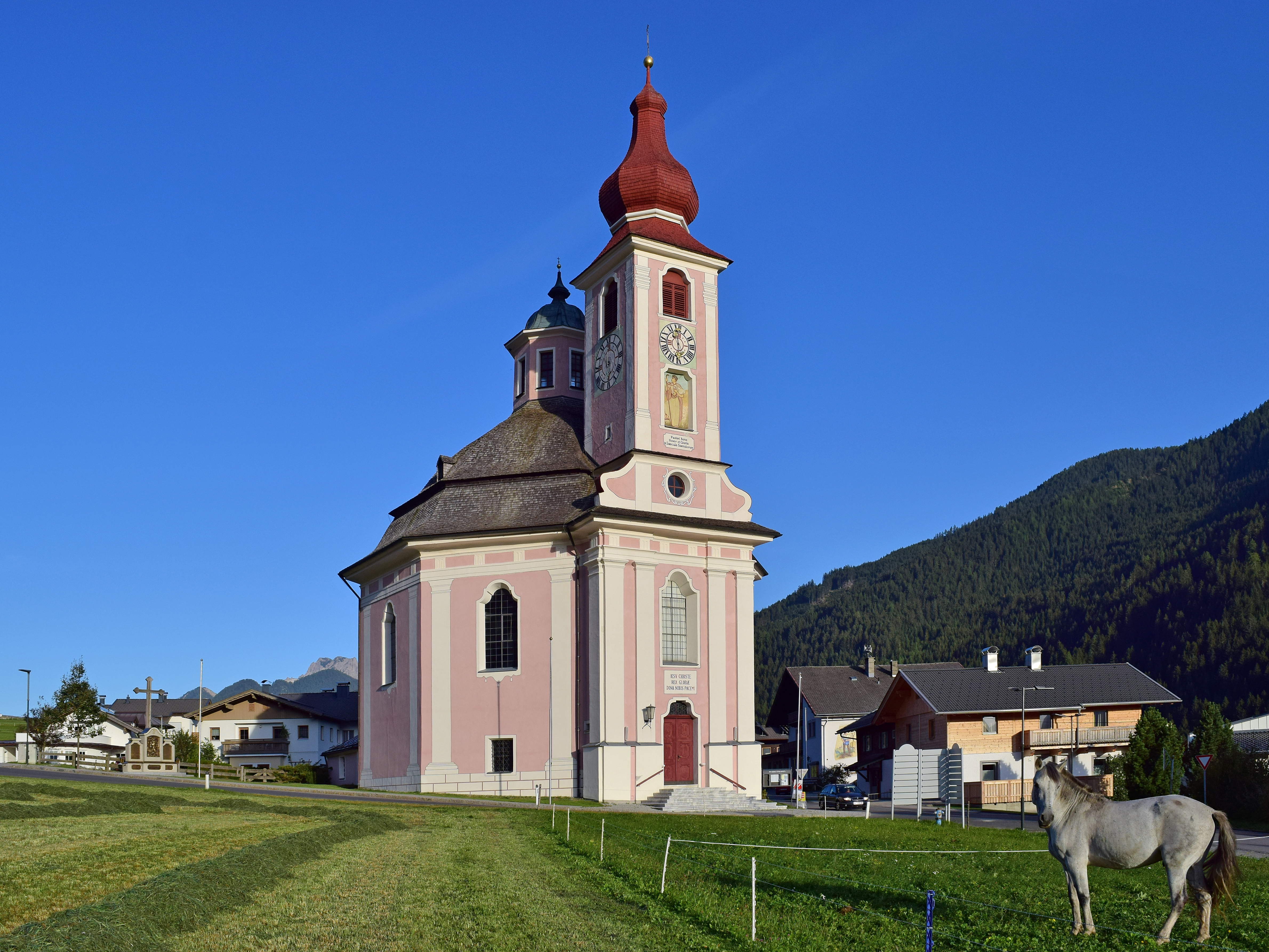
Filialkirche Strassen

- Katholische Pfarrkirche Strassen hl. Jakobus der Ältere
- Katholische Filialkirche Strassen zur Heiligen Dreifaltigkeit

## Wirtschaft und Infrastruktur
Arbeitgeber in Gewerbe und Industrie sind: Tischlerei Wieser, Josef Mayr Tischlermeister, Franz Bodner MR, Installationen Troyer, Schlachthalle Erwin Aichner, Nordpan Rubner Holzbauelemente GmbH.
Einen wichtigen Zweig der Wirtschaft bilden auch der Tourismus und das Gastgewerbe. Neben den drei großen Hotels und Gasthöfen gibt es zahlreiche private Zimmervermietungen, Ferienwohnungen und einen Campingplatz.

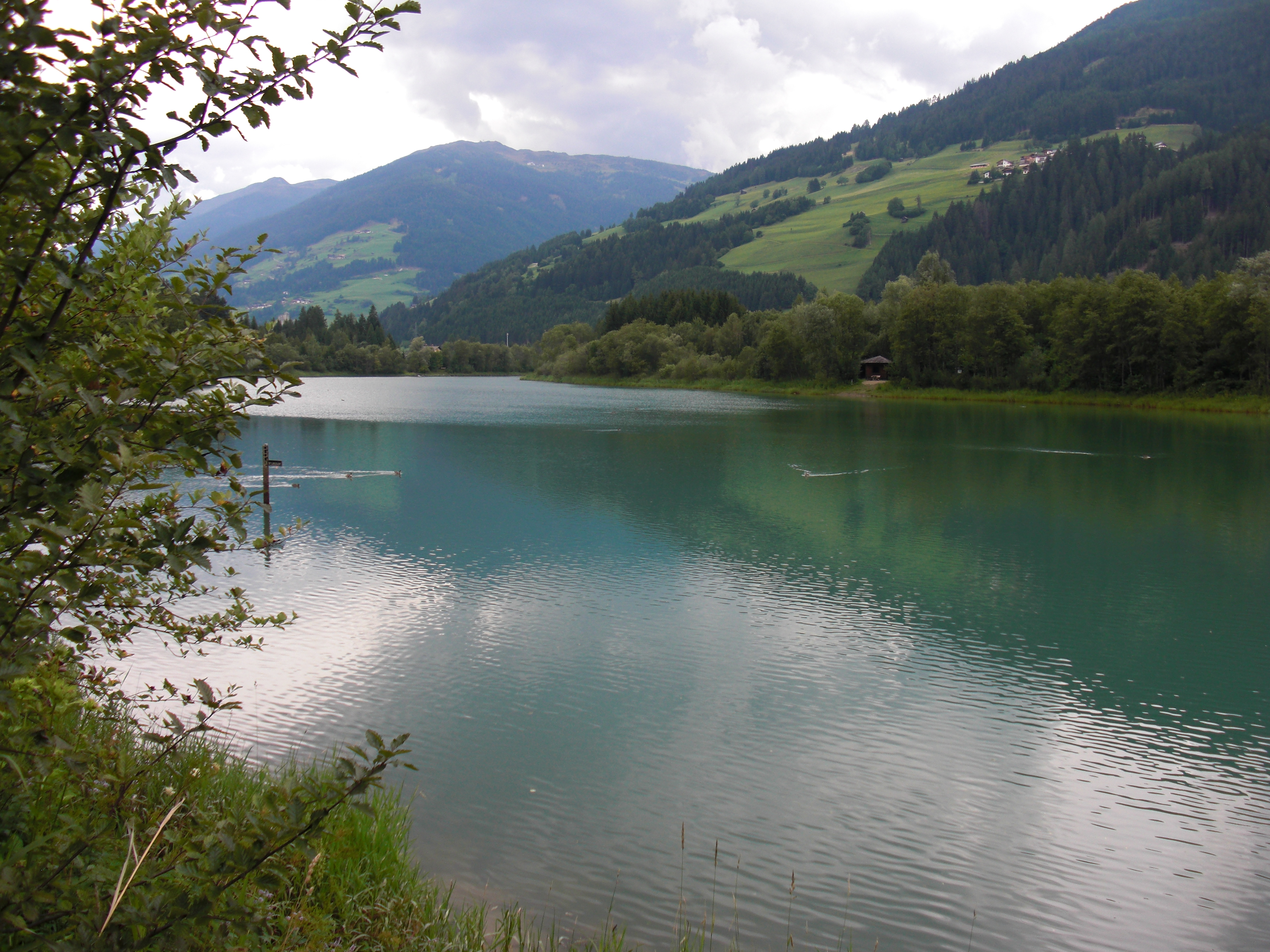
Speicher Tassenbach

In Tassenbach befindet sich der Speicher des Kraftwerks Amlach.

### Verkehr
Strassen ist mit der Haltestelle Tassenbach und dem Bahnhof Abfaltersbach der Drautalbahn an das Eisenbahnnetz angeschlossen. In Tassenbach zweigt die Straße nach Kartitsch und weiter in das Lesachtal ab, hier mündet auch der Gailbach in die Drau.

## Politik

### Gemeinderat
Die Gemeinderatswahl 2022 ergab folgendes Ergebnis:
- 6 Mandate: Aktiv für Strassen
- 5 Mandate: Gemeinschaftsliste Strassen

### Bürgermeister
Zum Bürgermeister wurde Franz Webhofer gewählt.

### Wappen
Das am 8. Oktober 1985 von der Tiroler Landesregierung verliehene Wappen zeigt
„Von Blau und Schwarz durch einen silbernen schräglinken Wellenbalken geteilt, im schwarzen Feld eine silberne Jakobsmuschel.“
Es versinnbildlicht mit dem geschwungenen silbernen Streifen den Namen der Gemeinde und erinnert mit der Muschel an den hl. Jakobus, Kirchenpatron der Gemeinde, mit dem blauen Feld an den einstigen Messensee.

## Persönlichkeiten
- Oswald Kollreider (1922–2017), Maler